# American blend
American Blend è la miscela di tabacchi più usata nella produzione di sigarette, costituita dalla miscelazione di tre tabacchi, ovvero Virginia, Burley e Orientale.
Ogni produttore miscela i proporzioni diverse le tre qualità, conferendo in questo modo diversi sapori alle sigarette. Ogni tipologia di tabacco utilizzata ha funzioni diverse nel conferimento del sapore. In particolare il Virginia è quello che maggiormente influenza il sapore finale, il Burley conferisce le note di tostatura che si avvertono durante la fumata, e l'Orientale, che è particolarmente aromatico, ha il ruolo di rendere omogenea la fumata.